# Aéroport de Mesa-Falcon Field
Pour les articles homonymes, voir Aéroport de Mesa et FFZ.
L'aéroport de Mesa-Falcon Field (en anglais Falcon Field Airport, souvent abrégé Falcon Field) (code IATA : MSC • code OACI : KFFZ) est un aéroport des États-Unis, situé sur le territoire de la ville de Mesa, dans la banlieue de Phoenix, en Arizona.
Il accueille principalement l'aviation générale ainsi qu'une école de pilote de ligne, la CAE Oxford Aviation Academy. On trouve également une implantation du constructeur aéronautique Boeing sur le site de l’aéroport.
Il était, en 2013, le quatrième aéroport le plus dense de tout le pays dans la catégorie aviation générale pour ce qui est des mouvements, avec 275 000 décollages et atterrissages pour cette année.

## Situation
L'aéroport se situe au nord de la ville de Mesa. Il s'inscrit dans une forme carrée délimitée d'ouest en est par les routes de North Greenfield et North Higley, ainsi que du nord au sud, par les routes d'East McDowell et East McKellips.

## Histoire
L'aéroport fut construit peu avant la Deuxième Guerre mondiale par un producteur cinématographique d'Hollywood, Leland Hayward et un pilote, John Connelly, qui fondèrent, par la même occasion, la compagnie Southwest Airways (à ne pas confondre avec l'actuelle compagnie Southwest Airlines).
Puis, l’aéroport devint un terrain d’entrainement pour les pilotes de chasse anglais de la Royal Air Force dès 1941. Ceux-ci le nommèrent alors officiellement Falcon Field. À la fin de la guerre, la ville de Mesa, racheta l'aéroport pour la somme symbolique d'1 dollar américain et le loua a des entreprises privées.
Finalement Falcon devint un terrain d'aviation civil et est aujourd'hui principalement utilisé par l'aviation générale, par une école de pilote de ligne (la CAE Oxford Aviation Academy) disposant de plus de 90 appareils sur le site, ainsi que par une des plus importantes unités de la Commemorative Air Force, une ASBL américaine destinée à la préservation du patrimoine aéronautique militaire qui dispose de nombreux Warbirds.

## Espace aérien
L'espace aérien autour de l’aéroport est un espace de classe D (classe Delta) donc contrôlé pendant les heures d'ouvertures de la tour de contrôle. En-dehors de ces heures, principalement la nuit, il s'agit d'une classe G (classe Golf), non-contrôlée. Il s'étend dans un rayon de 5 milles marins autour de l’aéroport, commence à son élévation officielle (1394 pieds) et s'arrête à 3 400 pieds au-dessus du niveau de la mer. Cet espace se trouve imbriqué sous et autour de l'espace de classe B (classe Bravo) de l'aéroport de Phoenix-Sky Harbor et à proximité des espaces de classe D (classe Delta) de Chandler et Mesa-Gateway.
L'écolage constitue la principale activité de l'aéroport, principalent celle de la CAE Oxford Aviation Academy. Afin de faciliter les opérations, notamment le contrôle aérien, une lettre d'accord bilatéral (letter of agreement) a été passée entre l'école et la Federal Aviation Administration afin de créer des procédures de départs et d'arrivées spécifiques. Ces dernières sont constituées de points visuels notables (autoroute, camping, lac, décharge...) et sont comparables à des SIDs (Standard Instrument Departures) et STARs (Standard Terminal Arrival Route), mais volées visuellement. Celles-ci ne sont utilisées exclusivement par les avions de l'école et permettent une gestion plus sûre et plus efficiente des avions entre le circuit d'aéroport et les zones d'exercices (évitement d'autres espaces aériens contrôlés et gestion des flux de trafic).
L'espace aérien de l'aéroport de Falcon Field est un des plus fréquentés de la région et des États-Unis en termes de mouvements d'avions. Son imbriquement entre les espaces aériens environnants, la présence de nombreux étudiants en formation, la petitesse de son espace aérien et l'inexistence d'équipement radar utilisable (et donc impossibilité de donner des vecteurs précis par l'ATC) en font un environnement parfois complexe à gérer pour le contrôle aérien.

## Infrastructures

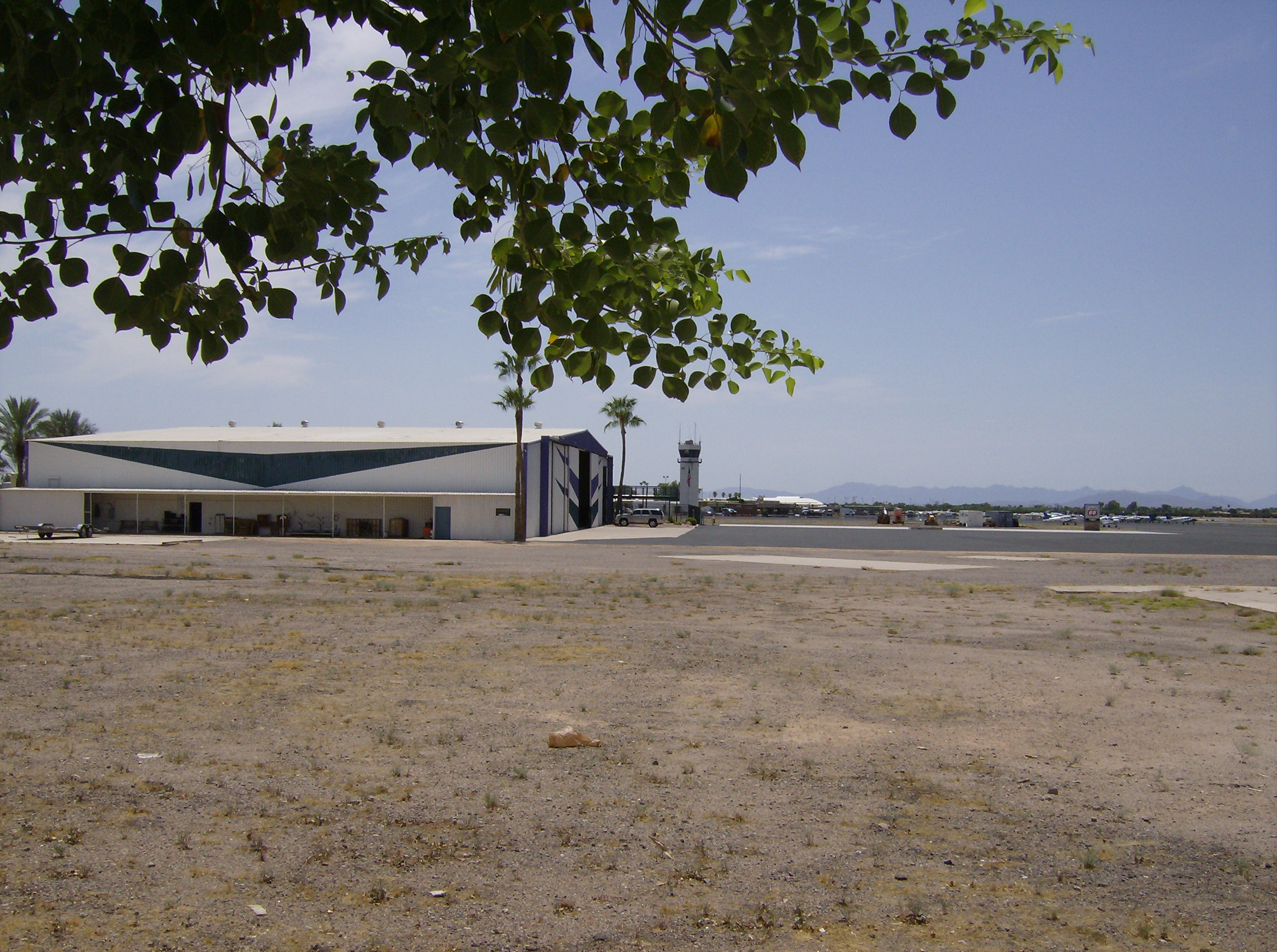
L'aéroport de Falcon Field, la tour et l'aire de parking en juillet 2014.

### Pistes
Falcon Field dispose de deux pistes parallèles orientées 041°(M)-221°(M). La piste nord est la plus courte et la plus étroite, mesurant 1 158 m de long. Elle est principalement utilisée pour les circuits. La piste sud quant à elle, est plus longue et plus large, avec 1 555 mètres. Elles permettent l’atterrissage de la plupart des petits avions constituant l'aviation générale et les quelques jets privés qui viennent s'y poser mais sont trop courtes pour pouvoir accueillir en toute sécurité des avions de ligne modernes de manière régulière.
Les pistes sont équipées d'approches GPS permettant des approches par tous temps. En revanche, à cause de leur situation conflictuelle avec les aéroports environnant, les approches visuelles sont souvent privilégiées.
Chacune des pistes est équipée d'un PAPI calibré pour une pente à 4° afin de limiter les nuisances sonores pour les riverains. Les pistes et voies de circulation sont éclairées la nuit et par conditions de mauvaise visibilité. Seule la piste 22L/04R est utilisable lorsque la tour est fermée au moyen du Pilot-Controlled Lighting (système permettant au pilote de contrôler l'éclairage de la piste en "cliquant" un nombre prédeterminé de fois son micro).

## Héliport
Falcon Field accueille également des hélicoptères, notamment un de la police de la ville de Mesa.
En période de feu de forêts il accueille également des hélicoptères bombardiers d'eau.

### Compagnies et entreprises
Le district de la ville de Mesa dans lequel est situé l'aéroport est le Falcon District. Celui-ci accueille un nombre important d'entreprises dans les secteurs de l'aviation, de la construction ou encore dans le business.
- Boeing
- CAE Oxford Aviation Academy (anciennement école belge de la Sabena (Sabena Flight Academy)
- Commemorative Air Force
- Falcon Executive Aviation

### Services
La société AvFlight, FBO, fournit du carburant 24H/24,7 jours sur 7. L’aéroport dispose également de services de maintenance, ainsi que de services de pompiers et d'une balise d'aérodrome sur la tour de contrôle.
La tour de contrôle fournit les services de navigation aérienne en espace aérien de classe D de 1230 à 0400 UTC (soit de 0530 à 2100 heure locale) du 15 mai au 15 août, et de 1300 à 0400 (0600 à 2100 heure locale) le reste de l'année. L'aéroport dispose d'un service ATIS pendant ces heures d'ouvertures permettant la diffusion des informations météorologiques et opérationnelles. En-dehors de ces heures, le service est uniquement météorologique et automatisé au moyen d'un AWOS.

## Accidents et incidents
- Le 2 décembre 2014, en fin d'après midi, un Warbird Nanchang CJ-6 s'écrase en bout de la piste 22R juste à côté des réservoirs de carburant, lors de sa phase de décollage. Les deux occupants de 'appareil s'en sortent indemnes mais l'appareil est totalement détruit[9].